# Cmentarz Wielki w Rydze

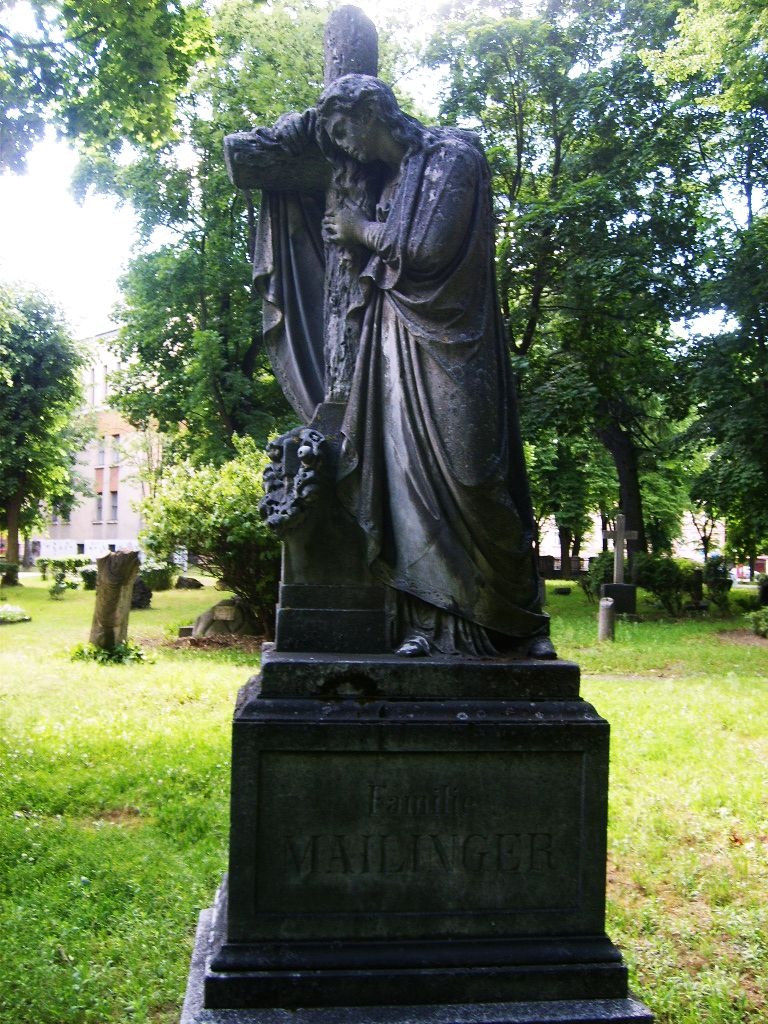
Nagrobek rodziny Mailingerów

Cmentarz Wielki w Rydze (łot. Lielie kapi, niem. Großer Friedhof in Riga) – najstarszy cmentarz na Łotwie położony na przedmieściach Rygi, będący kompozycją architektoniczną o charakterze zabytkowym. 

## Historia
Został założony w 1773, gdy cesarzowa Katarzyna II wydała ukaz o przeniesieniu cmentarzy znajdujących się w obrębie miast na ich przedmieścia. Aż do 1944 chowano tu głównie niemieckich mieszkańców Rygi. Został tu pochowany Albert von Buxhövden – założyciel Rygi, którego szczątki przeniesiono z jednego z kościołów staromiejskich. 
Po II wojnie światowej znaczna część cmentarza została zniszczona, po tym jak zamieniono go w park miejski, jednak ocalało stosunkowo wiele nagrobków, m.in. Krišjānisa Baronsa (1777) i Krišjānisa Valdemārsa. 

## Sławni ryżanie pochowani na cmentarzu
- Albert von Buxhövden – założyciel Rygi.
- Christoph Haberland – architekt miejski.
- Johann Christoph Brotze – nauczyciel i etnograf.
- Krišjānis Barons – łotewski etnograf.
- Krišjānis Valdemārs – pisarz, naukowiec i foklorysta.
- George Armitstead – burmistrz Rygi (1901–1912)